# Ernst Diez
Ernst Diez, född 27 januari 1878, död 8 juli 1961, var en österrikisk konsthistoriker.
Diez fullföljde sina studier vid Wiens universitet, där han blev extra ordinarie professor. Han tjänstgjorde även som professor i Pennsylvania. Som forskare inriktade Diez sig på Asiens konst. Efter arbeten om byggnadskonsten i Khorasan och Afghanistan utgav han Die Kunst der islamischen Völker (1915, ny upplaga 1926), Die Kunst Indiens (1924), Die Kunst des Islam (1925) samt The byzantine mosaics of the macedonian period in Greece (1928).